# 日本海電気
日本海電気株式会社（旧字体：日本海󠄀電氣株式會社󠄁、にほんかいでんき かぶしきがいしゃ）は、明治後期から昭和戦前期にかけて存在した日本の電力会社である。北陸電力送配電管内にかつて存在した事業者の一つ。
本社は富山県富山市。富山電灯（富山電燈）として1898年（明治31年）に設立され、翌年に開業した。その後富山電気を経て1928年（昭和3年）より日本海電気と称する。高岡市周辺部を除いた富山県の大部分と石川県能登地方に電気を供給したほか、富山市内では都市ガス供給も手掛けた。
1941年（昭和16年）、日本海電気を中心とする北陸地方の電力会社計12社の新設合併に伴い北陸合同電気となり、翌年配電統制令に従い北陸電力の前身北陸配電へ統合された。この間にガス事業は分割され、再編の末日本海ガスへ移管されている。

## 概要
日本海電気株式会社は北陸電力送配電（北陸電力グループ）の一般送配電事業管轄区域のうち富山県の大部分と石川県能登地方の半分を供給区域としていた電力会社で、戦前期における北陸地方の電力業を代表する事業者である。本社は富山市。1898年（明治32年）に「富山電灯株式会社（富山電燈株式會社）」として設立され、翌1899年（明治32年）に開業した。北陸3県で最初の電気事業にあたる（新潟県では1898年新潟市に新潟電灯が開業済み）。1907年（明治40年）に「富山電気株式会社（富山電氣株式會社）」へと改称。1920年代には周辺事業者の合併により富山県外にも進出し、それを機に1928年（昭和3年）社名を「日本海電気株式会社（日本海電氣株式會社）」へと改めた。地元富山財界の有力者によって設立・経営された会社であり、資本的には特色はない。
事業地には伏木港・富山港の工業地帯が含まれており、水力発電による廉価な電力を大規模工場へと供給するという大口電力供給が事業の主体であった。大口供給の規模は北陸3県ではトップクラスであり、1930年代後半時点では業界大手で関西地方にも供給する日本電力に次ぐ規模であった。電力供給主体の日本電力とは異なり電灯供給も大規模で、電灯取付数は北陸3県の事業者中で最多である。また富山市内では都市ガス供給事業も1913年（大正2年）から兼営した。ガス事業は電気供給事業に比べると小規模で、1938年下期決算ではガス部門収入は総収入の1パーセントに過ぎず、利息・配当収入よりも小さい。その利息・配当収入は多数の投資先から得られるもので、傘下の関係会社には電気化学工業（現・デンカ）との共同出資電力会社黒部川電力や、本社ビルの運営会社富山電気ビルデイングなどがあった。
1941年（昭和16年）、北陸3県の主要12電力会社の統合に参加し、新会社北陸合同電気設立とともに解散した。日本海電気の事業のうち、電気事業は翌年配電統制令によって新設された北陸配電へ（一部発電所は日本発送電へ）と引き継がれる。投資部門とガス事業部門は北陸配電から日本海産業として分社化されるも1年で解散、ガス事業のみ日本海ガスへと継承された。

## 沿革

### 富山電灯の設立と開業

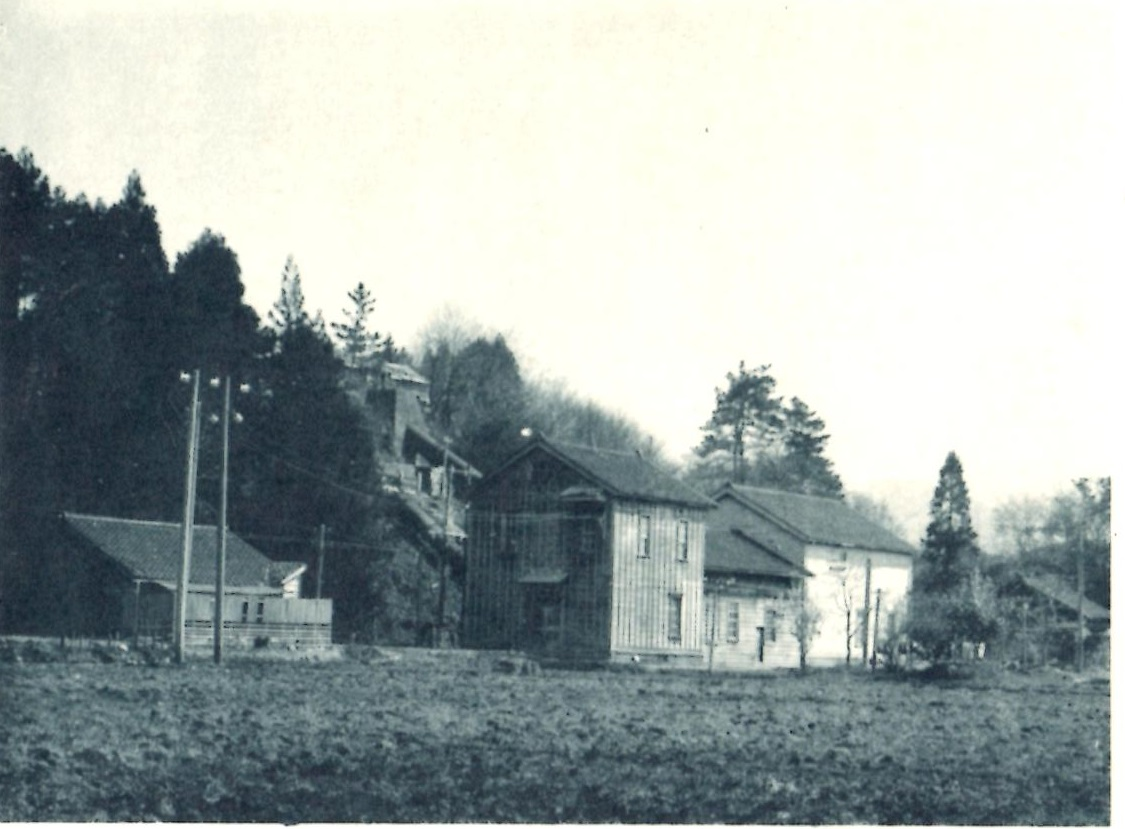
大久保発電所（1932年）

1894年（明治27年）5月、富山市内の日枝神社横にあった富山県物産陳列場において「富山市設勧業博覧会」という博覧会が開催された。このとき、市内の密田孝吉らが費用545円を寄付して東京電灯より技師を招き、アーク灯1基と多数の白熱灯を会場で点灯した。これが一時的ではあるが富山市で最初の電灯とされる。当時の富山では照明といえば行灯が主流で、石油ランプの利用もわずかという時代であったため、明るい電灯は多数の見物客を集めたという。
日清戦争後の時期になると地元選出の衆議院議員で薬種商の金岡又左衛門によって電灯事業計画が具体化していく。密田孝吉の調査・発案によって神通川から引水する大久保用水にて水力発電を実施する計画が決められ、1896年（明治29年）3月には技術者を招いて具体的な計画が定められた。計画に集った発起人は富山の地場産業である売薬業関係を中心した市内有力者たちで、金岡をはじめ、薬種商中田清兵衛、売薬商密田林蔵・密田兵蔵（孝吉の父）、呉服商牧野平五郎・関野善次郎などが名を連ねる。1897年（明治30年）11月23日に「富山電灯株式会社」として創立総会が開かれ、翌1898年（明治31年）2月25日に農商務省より会社設立の免許が下りた。こうして発足した富山電灯の資本金は10万円。初代社長には金岡又左衛門が就き、支配人となった密田孝吉とともに会社を取り仕切った。株主はほとんどが富山市内か隣の上新川郡居住者であるという地元資本の会社であった。
発足後、1898年9月ごろに着工。発電所は市街地の南、上新川郡大久保村大字塩村（現・富山市塩）に建設された。この大久保発電所は大久保用水より取水し、流水を崖下に落として発電、神通川本流に放水するという水路トンネルのない簡単なもので、出力は120キロワット。発電所の設計・監督を大阪電灯技師の木村駒吉に依頼したことから、同社が国内一手専売権を持つ米国ゼネラル・エレクトリック (GE) 製の三相交流発電機を備えた。発電所からは市内星井町の本社兼配電所まで10キロメートル余りの送電線が架設され、配電所から需要家へ配電するという体制が造られた。そして1899年（明治32年）4月2日より富山電灯は開業した。
開業後の1899年4月25日、開業祝賀会が料亭八清楼で開かれた。会場には電動精米機やあやつり人形の電気模型などが披露され、中でも電車の模型が好評であったという。電灯数は月末に957灯となり、3か月後の7月には1510灯まで達して発電力の3分の2を消化していた。取り付けは商店が多く、電灯がないと暗く貧弱に見えるので競って点灯を申し込んだという。ところが開業から4か月後の8月12日夜、富山市内の4割を焼失するという大火が発生し、富山電灯は配電設備と需要家の大半を失って3万9966円の損害を被った。この損害については資本金を10万円から6万円に減資して対処する。市街地の復興とともに復旧を進めて年末には1300灯にまで回復し、翌年には2000灯超となって初めての配当が可能となった。1903年（明治36年）7月には最初の増資を実施し、資本金を9万円とした。

### 日露戦争後の拡張

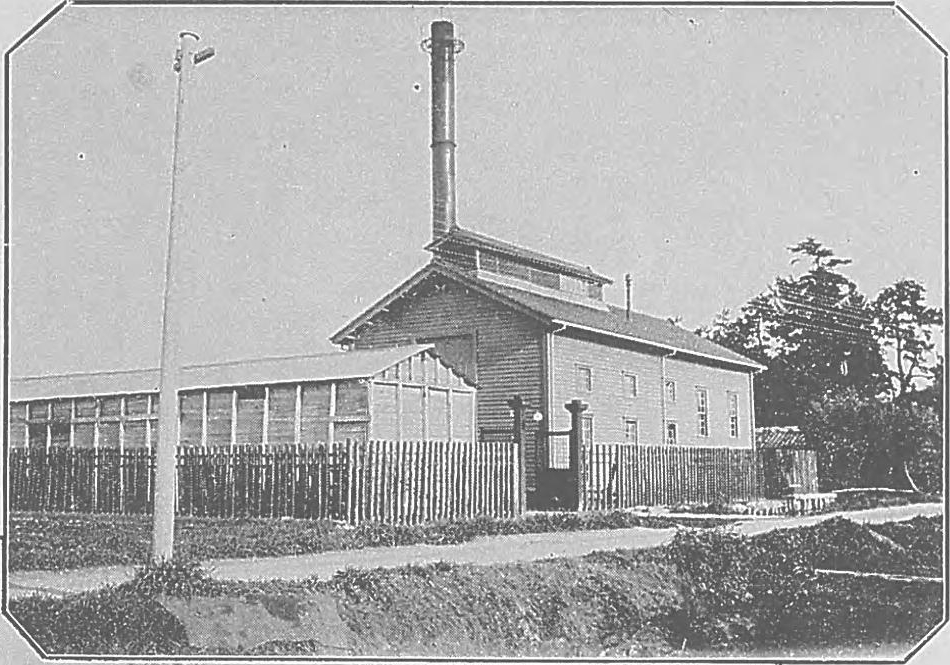
奥田発電所（1909年）

日露戦争後の1907年（明治40年）1月16日、富山電灯から富山電気株式会社へと社名を改めた。この時期には120キロワットの発電力では不足するようになっていたことから、拡張資金調達のため翌1907年（明治42年）1月に従来の9万円から60万円へ増資し、1911年（明治44年）上期にはさらに倍額増資を実施した。
まず短期間で整備可能な火力発電所の建設が進められ、富山市の北隣の上新川郡奥田村、神通川沿いの地にて出力110キロワットの奥田発電所が完成、1908年（明治41年）9月1日より発電を開始した。この発電所は石炭を燃料とし、原動機に蒸気機関を用いた。火力工事に並行して1908年3月より2番目となる水力発電所の建設に着手する。場所は大久保発電所よりもさらに南の婦負郡細入村大字庵谷（現・富山市庵谷）で、神通川上流の宮川から取水、6.4キロメートル余りの水路で落差を得て出力1,425キロワットを発電するというもの。しかし水路トンネル開削が難航して工事が遅れ、この庵谷発電所は1911年（明治44年）1月23日の運転開始となった。
庵谷発電所の完成に伴い市外の東岩瀬町・新庄町や婦負郡八尾町への供給が始まり、同年3月には高月送電線完成により中新川郡西水橋町・東水橋町・上市町・滑川町と下新川郡魚津町（現・魚津市）への供給も開始された。この年、電灯需要家数は前年比4倍増の1万3千戸、取付灯数は3.5倍増の2万5千灯へと拡大する。さらに5月からは高岡市の電力会社高岡電灯への電力供給も開始している。同社は受電開始を機に小火力発電所を廃止し、一時的に配電専業の事業者となった。1913年（大正2年）9月に開業した富山県最初の電気鉄道である富山電気軌道（富山地方鉄道富山軌道線の前身）にも、開業当初から給電している。
電気事業が広がりつつあった1907年、富山電気は都市ガス供給事業を企画し、農商務省の許可を得た。ところが富山市当局がガス事業を不安視したため市の道路占用許可を得られず、長い間事業に着手できなかった。ガス事業が他の地方都市にも広がりつつあった1912年（明治45年）3月になり、市はようやく道路占用を許可する。許可後は郊外の堀川村で開催される一府八県連合共進会に間に合わせるため急ピッチで工事が進められ、開催当日の1913年（大正2年）9月1日に開業に至った。
ガス工場の用地には1913年に廃止 された奥田発電所の跡地（現・日本海ガス本社所在地）が充てられ、ここに石炭ガス発生炉2基とガスホルダー1基が設置された。開業直前の報道によるとガス管の総延長は14.5キロメートル。市内630戸にガスが引かれ、ガス灯の利用が1308口、熱（ガス七輪またはガス炊飯器）の利用が552口あった。開業にあわせて点灯された桜橋のガス灯には見物客が列をなしたという。その後もガス事業は富山電気の兼営事業として続けられるが、電気事業が中心のためガス事業への積極投資はなく、徐々に需要が増える程度で推移していった。

### 伏木港工業地帯への供給

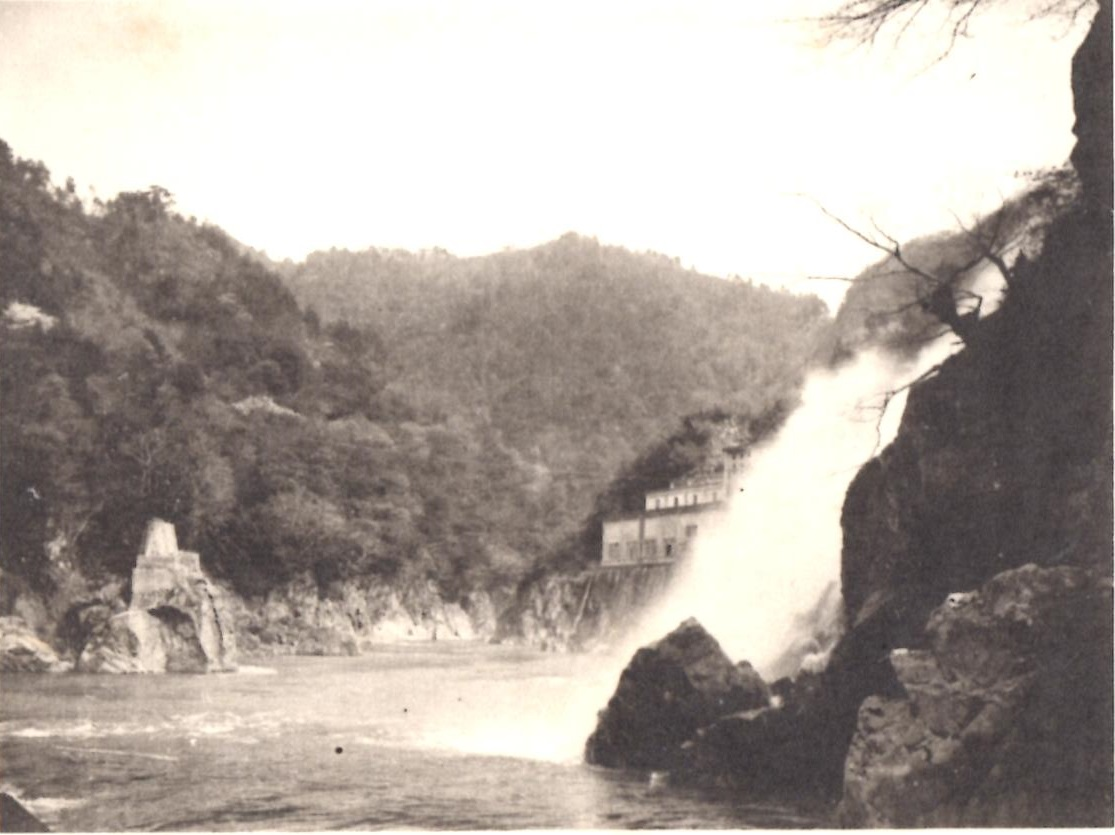
庵谷第二発電所（1932年）

第一次世界大戦を背景とする大戦景気が訪れると、富山電気では矢継ぎ早に発電力増強策を講じた。最初のものは大久保発電所の出力を400キロワットへと引き上げる増強工事で、1917年（大正6年）には完成した。次いで翌1918年（大正7年）4月に早月第一発電所が運転を開始する。出力は1,024キロワットで、早月川より取水する発電所である。続いて1919年（大正8年）6月神通川にて出力7,110キロワット（11月以降は9,480キロワット）の庵谷第二発電所が完成し、早月川にも同年12月出力1,400キロワットの早月第二発電所が完成している。増設の結果、発電力は水力発電所5か所計1万4,442キロワットに達した。また開発資金調達のため資本金が1917年に300万円へと増額された。
こうした富山電気の積極的な水力開発は、多量の電力を消費する工場の誘致と連動していた。代表的なものは新湊町（現・射水市）にある日本鋼管電気製鉄所である。社長の金岡又左エ門と当時常務だった山田昌作が新湊町とともに地元出身の浅野総一郎に働きかけた結果建設されたもので、大戦終結後の1919年9月に操業を開始し、富山電気から供給される安価な電力で電気炉を操業して銑鉄を生産した（後にフェロアロイ生産へ転換）。電力料金は1919年6月の契約時点では1キロワット時あたり6厘5毛であり、一般需要家向け料金に比して10分の1程度という廉価であった。
新湊と小矢部川を挟んで向かい合う伏木町（現・高岡市）でも同じ時期、相次いで工場が建設された。一つは1918年4月に操業を開始したカーバイド製造の北海電化工業である。これはカーバイド工場建設を計画する三井物産出身の実業家吉富璣一に富山電気が働きかけて誘致したもの。1919年にはその吉富が設立に関与した北海工業の製紙工場と北海曹達のソーダ工場も伏木町で操業を開始する。加えて関西の実業家により設立された板紙製造の伏木製紙も出現した。
これら1918年から翌年にかけて相次いで出現した伏木・新湊両町すなわち伏木港周辺地域の4工場はいずれも富山電気の需要家であり、1919年下期（11月）の時点では日本鋼管に1,197キロワット、北海工業に345キロワット、伏木板紙に300キロワット、北海曹達に255キロワットの電力をそれぞれ供給していた。4工場のうち日本鋼管との契約電力は3,730キロワット（5,000馬力）であり、契約では1919年9月から契約全量を送電することになっていたが、一般需要の拡大や庵谷第二発電所の工期延長から供給余力に乏しく、実際には同年12月にずれ込んだ。富山電気では大戦中の1917年3月に化学工業事業の兼営認可を得て堀川村にて同年6月から塩酸カリを生産していたが、想定を超えた電力需要拡大の拡大に伴って操業できなくなり、自社工場の廃止を余儀なくされた。
大戦期、富山電気の電灯数は1917年に5万灯を超え、1920年（大正9年）には8万灯に達していた。また工場地帯への供給以外にも、氷見郡氷見町（現・氷見市）の電力会社氷見電気や県西部へ配電する石動電気への電力供給が1918年4月に開始された。

### 相次ぐ買収・合併
1920年代に入ると、富山電気は中小電気事業者の合併路線を採り、急速に規模を拡大した。その過程で富山県のみならず石川県にも事業領域を広げたことから、1928年（昭和3年）12月26日に公募による新社名「日本海電気株式会社」へと改称している。
事業統合の最初のものは、1921年（大正10年）11月に実施された日本電気工業からの事業買収である。同社は新潟県長岡市にあった会社で、1910年に設立。富山県東部を流れる片貝川に水力発電所を建設し、1912年1月より下新川郡道下村（現・魚津市）にてカーバイド工場を操業していた。戦後恐慌で工場閉鎖に追い込まれたため、工場設備と発電所を富山電気が引き取った。この結果、片貝第一発電所が自社発電所に加わり、さらに日本電気工業が建設中であった出力3,700キロワット（翌年より7,400キロワット）の片貝第二発電所も1922年（大正11年）8月に完成をみた。
次いで1926年（大正15年）6月1日、広瀬鎮之が経営する県西部氷見の電力会社氷見電気を合併した。同社は、才賀藤吉率いる松阪水力電気の氷見支社が前身で、1911年7月開業の同支社の事業を1918年9月に譲り受けて成立した。自社発電所を持たず前述の通り富山電気から受電していたことから合併を希望し、合併実現に至った。続いて同年12月1日、氷見の北方、能登半島にある電力会社能登電気を合併した。同社は半島中部の七尾・志雄・高浜と北部の輪島にあった4事業者を束ねて1920年1月に設立。合併前年には羽咋の事業者も合併していた。能登電気合併の結果、富山電気は七尾町に能登支社を新設した。また同じ時期、同じ富山県の高岡電灯も能登の能州電気を合併したことから、能登半島は富山電気と高岡電灯の供給区域が入り組む地域となった。
1928年6月1日には中越水電を合併した。同社は熊野川開発を目的として1918年9月に設立された中越電気工業が前身で、1920年代に入ってから富山県下の6事業者を統合、さらに常願寺川水系小口川でも水力開発を展開するなど積極的に事業を拡大していた。1927年2月には、富山市郊外の上新川郡山室村に建設された日本曹達富山工場（1942年閉鎖）に対して1,000キロワットの電力供給を開始し、富山を地盤とする富山電気に脅威を与えた。ところが積極路線を推進してきた社長が同年5月に急死すると、間もなく富山電気との合併を選択したのであった。
中越水電合併に次いで1928年12月には、石川県の小松電気を傘下に収めた。同社は能美郡小松町（現・小松市）を地盤とする電力会社であるが、富山県東部の下新川郡泊町（現・朝日町）にも支社を置いて事業を行っていた。石川方面の余剰電力を富山電気の送電線を利用して泊地区へと送電する計画のため、富山電気に株式を買収されて傘下に入った。
一連の合併により、1922年に10万灯超となっていた電灯数は、5年後の1927年には25万灯へ倍増、翌1928年には30万灯に達した。一方で電力供給の増加に伴い1920年より電力料収入が電灯料収入よりも多くなり、以後その差は拡大し続けた。また一連の合併に伴い資本金は2135万円に達したが、日本海電気への改称後にさらに「第二日本海電気株式会社」を新設してこれを吸収するという形の変態増資が実施された。この第二会社は1929年（昭和4年）11月12日に発足。資本金は1115万円で、日本海電気の株主や従業員が出資した。翌1930年（昭和5年）2月1日、第二会社は日本海電気に合併され、日本海電気の資本金は3250万円となった。この間の1929年6月に創業以来の社長金岡又左衛門が死去したため、後任社長に山田昌作が就任した。

### 富山電気争議
富山電気が規模を拡大して日本海電気へと発展する一方で、富山県では電気料金値下げ運動を発端とする争議、いわゆる「電気争議」が発生した。富山における電気争議は、1920年代後半の不況下で全国的に広がった同種の争議の第一号とされる。
電気料金値下げ運動の発端はそれ以前にさかのぼる可能性もあるが、直接的には1927年（昭和2年）に富山県東部の中新川郡・下新川郡で始まった運動が契機であるとみられる。まず9月、中新川郡の東水橋町と滑川町の商工会で値下げ運動が始まる。これを受けて10月から商工会の上部組織である中・下新川郡連合商工会が富山電気との間で値下げ交渉を行うが、値下げ実現には至らなかった。10月10日には、下新川郡三日市町にて町民大会が開かれ、電灯1灯につき3割5分の値下げ、定額電力料金の半減、その他付帯料金の減額・撤廃を求める宣言書を採択する。11月になると西水橋町や上新川郡東岩瀬町にも飛び火し、12月上旬にかけて東岩瀬・西水橋・東水橋・滑川・三日市の5町にはそれぞれ電気料金値下期成同盟会が結成されていった。
1927年12月16日、5町の期成同盟会により富山電気会社区域電気料金値下期成同盟連合会が結成される。連合会にはその後周辺町村も加わっていった。連合会では22日に演説会を開き、さらに富山駅から富山電気本社までデモ行進を挙行、本社で社長に値下げを直談判した後県庁で陳情活動を行った。連合会は電灯料金の3割5分の値下げ、従量電灯料金・定額電力料金の半減などを要求したが、会社側との交渉は決裂し、次の手段として料金不納運動に踏み切った。
翌1928年（昭和3年）5月1日、富山電気は料金の一部値下げを実施し、15日には料金未納者に対し17日までに納付がなければ送電を停止すると通告した。実際に17日東水橋町・西水橋町・三日市町で消灯を断行するが、内務省命令で1日で解除された。こうした事態の深刻化を受けて県当局・市町村長と地元有力者により調停委員会が組織され、7月11日に電気料金の15.25パーセント引き下げとサービス改善からなる調停案を会社側と連合会側に提示するが、双方ともこれを拒否した。そして26日には料金未納者181戸に対する断線が実施される。この会社側の措置に対抗して、東岩瀬・西水橋・東水橋・滑川・三日市の5町では全町での消灯と会社支給の電球を返還するという消灯運動が発生、その後1か月にわたり5町から電灯が姿を消した。
ところが消灯運動が長引くと連合会の足並みが乱れるようになり、8月には消灯運動からの離脱が相次いだ。8月20日、白根竹介県知事が示した9月1日からの料金値下げ（定額電灯料金10銭引き下げなど）に会社側・連合会側双方が同意。電気事業町営化を求めて活動を続けた滑川町が町営化を棚上げし9月15日に復灯したのをもって電気争議はすべて終結した。ただ同種の争議は日本各地に広がり、富山県内の他社管内にも飛び火したほか、ピーク時の1930年には38府県で162件に及ぶ値下げ運動が発生した。

### 黒部川電力と国産肥料

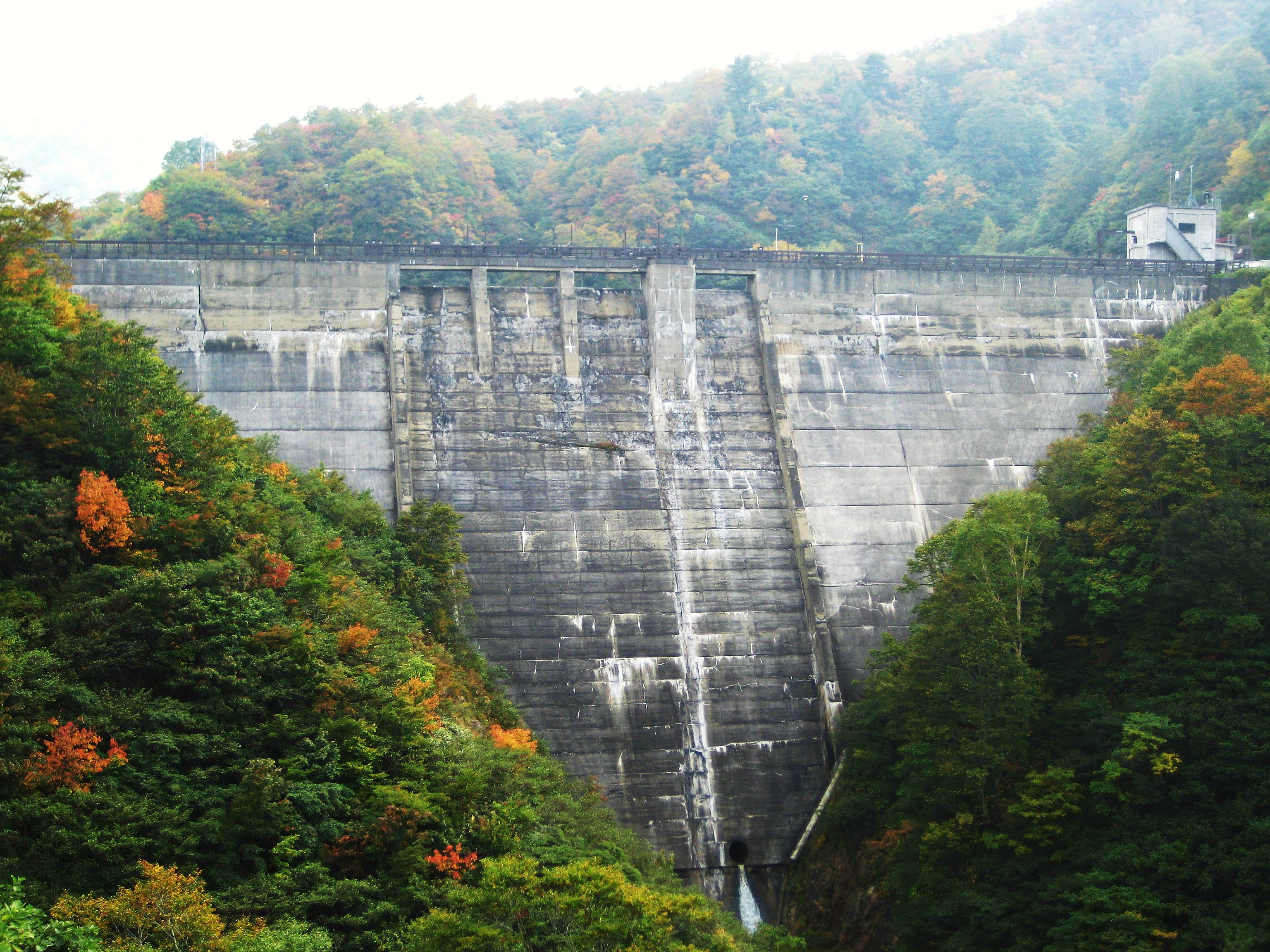
小口川最上流部の祐延ダム（すけのぶダム）

1929年4月および1931年（昭和6年）11月、常願寺川支流の小口川にて小口川第二発電所（出力3,100キロワット）・小口川第三発電所（出力7,150キロワット）がそれぞれ運転を開始した。これらの発電所は既設小口川第一発電所の上流に位置する。うち小口川第三発電所は小口川最上部の祐延ダムより取水しており、大型の貯水池を持つ。従って春・秋の豊水期には原則として発電を停止して貯水に専念し、夏・冬の渇水期を中心に放水・発電するという当時の火力発電所のような補給発電所として運転された。また発電所直下流に小口川第二発電所の調整池が立地することから、調整池の水を祐延ダムに戻す揚水設備が1934年（昭和9年）5月になって増設され、余剰電力を有効利用する揚水発電が可能となった。
自社開発に並行して、日本海電気は1929年9月、富山県東部の黒部川にて電源開発を手掛ける黒部川電力を傘下に収めた。同社は川北栄夫率いる川北電気企業社の関係会社として1923年10月に設立。1926年6月に開業し、日本海電気や新潟県に工場を持つ電気化学工業（現・デンカ）へと送電していた。川北電気企業社が経営不振に陥ったことから社長の川北栄夫から買収話が持ち込まれ、これを受諾したことで日本海電気の関係会社となった。発電所は第一発電所（出力7,760キロワット）・第二発電所（出力6,330キロワット）と1929年に追加された第三発電所（出力3,700キロワット）があった。
黒部川電力の供給先の一つ電気化学工業青海工場は日本海電気の供給先でもあり、1922年8月から送電していた。供給電力は1930年6月末時点で日本海電気からが8,000キロワット、黒部川電力からが1万7,000キロワット。また電力料金は日本海電気分と黒部川電力第1期契約分が1キロワット時あたり定時電力1銭2厘5毛・不定時電力8厘、黒部川電力第2期契約分が定時8厘5毛・不定時7厘7毛と廉価であった。しかしながら電気化学工業は1930年代初頭の硫安価格暴落によって極度の経営不振に陥り、最終的に1キロワット時あたり3厘以下でなければ支払えないという状況に陥ってしまう。1932年（昭和7年）7月、電気化学工業会長藤原銀次郎と日本海電気社長山田昌作による直接交渉の結果、電気化学工業が持つ自家発電所を黒部川電力へ提供することで料金未納を帳消しにする、提供後は原則として不定時電力のみを1キロワット時あたり3厘（ただし将来の硫安価格上昇に連動して値上げ）で電気化学工業は受電する、という旨の支援策が取り決められた。翌1933年（昭和8年）5月、電気化学工業の自家発電所2か所が黒部川電力へ現物出資され、同社は資本金1800万円、日本海電気との折半出資の電力会社となった。
黒部川電力と並ぶ日本海電気の主要傍系会社に国産肥料株式会社があった。同社は電気化学工業常務であった藤山常一と日本海電気の提携によって1929年4月19日、資本金100万円で発足。日本海電気が土地を持っていた下新川郡道下村の日本電気工業跡地に工場を再建し、藤山の考案による藤山式電極を用いた電気炉を新設、日本海電気より電力供給を受けて1930年2月よりカーバイド・石灰窒素の製造を開始した。ところが新型電気炉の操業は技術的に難航し、石灰窒素製造も不振であったため、間もなく資金が枯渇し操業休止となってしまう。その結果、同年8月藤山らは退陣し、日本海電気が収拾に入る。工場は閉鎖状態となるが、従業員が「魚津カーバイド製造組合」を組織して1931年10月より操業を再開した。その後カーバイド価格が回復すると、日本海電気は余剰電力活用のため工場再生を決め、1933年4月工場を国産肥料の経営に戻した。以後設備の改善が進められ、翌1934年6月22日には第二国産肥料を設立し、11月22日付で初代の国産肥料を大幅減資の上で吸収させて2代目の国産肥料とするという形で整理も実施している。
1935年（昭和10年）10月8日、東洋窒素工業によってアセチレンからベンゼンを合成する合成ベンゼン事業の新会社として日本カーバイド工業が設立された。同社では事業を急ぐため工場を新設するのではなく既存工場を買収する方針を立て、全国を調査した結果、日本海電気の傘下にあってその低廉な電力を受電する国産肥料の工場が適当と認めた。日本海電気としても工場経営に苦心していたため東洋窒素工業の買収提案を受け入れ、その結果、1936年（昭和11年）2月1日付で国産肥料は日本カーバイド工業へと合併され、道下村の工場は日本カーバイド工業魚津工場となった。

### 富山港工業地帯への供給
1938年（昭和13年）11月末時点での供給実績は、電灯取付数37万4418灯、小口電力販売8,137キロワット、大口電力販売13万9,957キロワットであった。1930年代を通して電灯取付数の伸びは鈍く、電灯料収入はほぼ同水準で推移した。一方で大口供給を中心に電力供給は大きく伸長し、それに伴い電力料収入も着実に増加して、1938年下期の決算では電灯料収入の4倍の規模となった。大口供給は重化学工業向けが中心で、1939年末時点のものではあるが大口工場需要家（供給電力3,000キロワット以上を挙げた）は以下のものがあった。
| 工場名                   | 所在地           | 供給電力 (kW) | 備考                             |
| ------------------------ | ---------------- | ------------- | -------------------------------- |
| 日満アルミニウム富山工場 | 上新川郡大広田村 | 49,900        | 現・昭和電工セラミックス         |
| 日本鋼管電気製鉄所       | 射水郡伏木町     | 16,000        | 現・JFEマテリアル                |
| 日本カーバイド工業       | 下新川郡道下村   | 10,000        |                                  |
| 日本曹達岩瀬工場         | 上新川郡東岩瀬町 | 10,000        | 現・大平洋ランダム               |
| 北海電化工業             | 射水郡伏木町     | 8,000         |                                  |
| 中越電気工業             | 中新川郡滑川町   | 6,700         | 後の東海カーボン中越工場（閉鎖） |
| 東洋曹達富山工場         | 上新川郡東岩瀬町 | 5,000         | 現・東ソー富山事務所             |
| 不二越鋼材工業東岩瀬工場 | 上新川郡豊田村   | 3,650         | 現・不二越東富山事業所           |
| 呉羽紡績呉羽工場         | 婦負郡西呉羽村   | 3,000         | 後の東洋紡績呉羽工場（閉鎖）     |
| 七尾セメント七尾工場     | 石川県七尾市     | 3,600         | 後の住友セメント七尾工場（閉鎖） |

このうち日満アルミニウム・日本曹達岩瀬工場・東洋曹達富山工場の3工場は富山港または富岩運河沿いに進出した工場である。このエリアへ最初に進出したのは保土谷化学工業系の東洋曹達富山工場（当初は第二東洋曹達東岩瀬工場）で、1930年に金属ソーダ・青化ソーダの生産を開始した。工場進出には日本海電気が関係していたという。

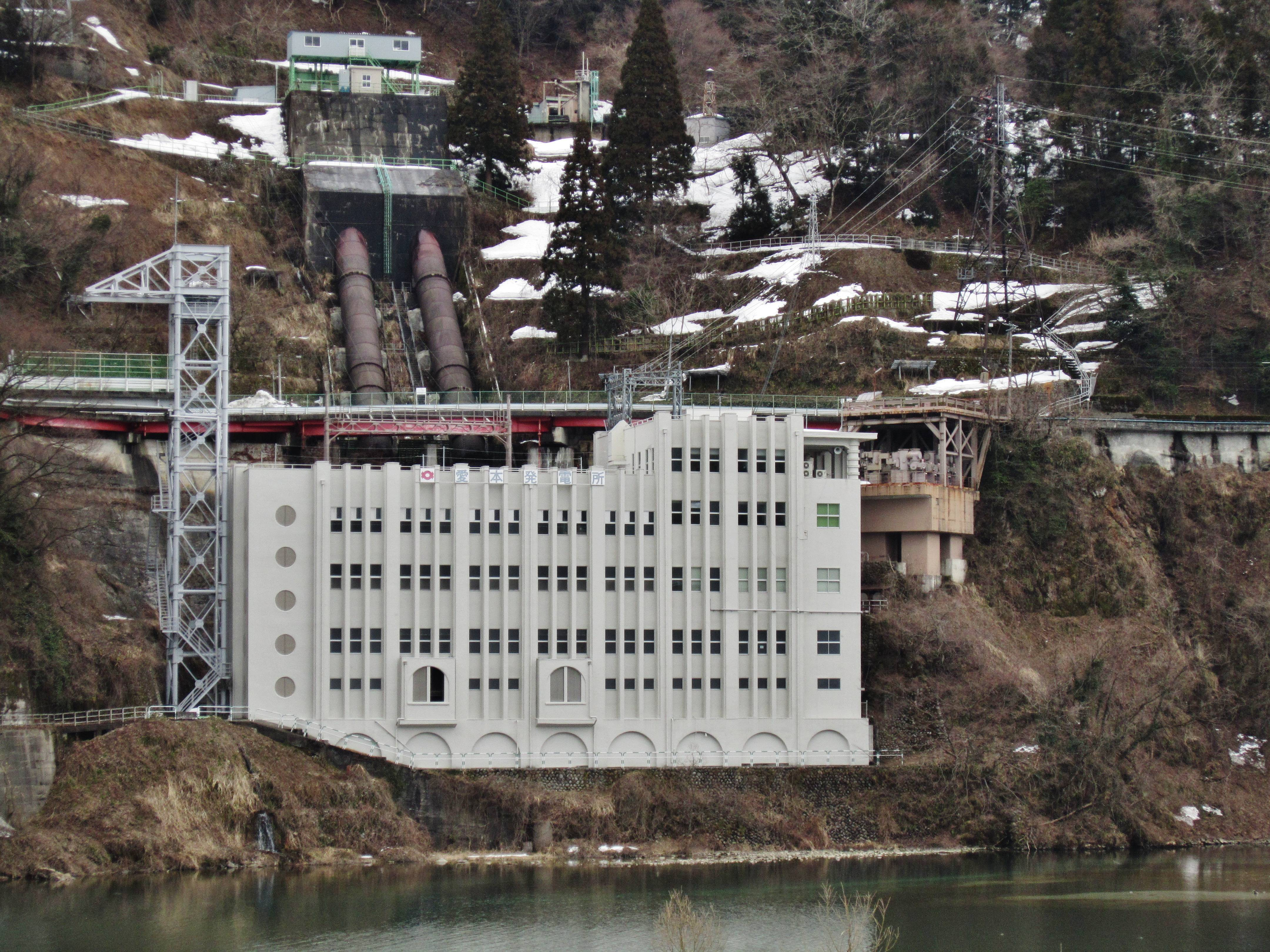
関西電力愛本発電所（旧・富山県営愛本発電所）

最大の大口需要家である日満アルミニウムは1933年10月に発足。12月試験用の仮工場の建設を経て本工場を建設し、1935年5月からアルミナ製造、7月からアルミニウム精錬をそれぞれ開始した。日満アルミニウムは工場建設にあたり、アルミニウム精錬に必要な膨大な量の電力供給を県営発電事業を営む富山県へと打診。県では工場誘致政策に合致するとして要請を受諾し、県営発電所から日本海電気を経由して送電すると決定、これを踏まえて日本海電気は日満アルミニウムとの間で常時電力3万2,900キロワットを1キロワット時あたり5厘7毛8糸で供給するという契約を結んだ。工場操業開始後の1936年6月、県が日満アルミニウム供給用として黒部川に建設した愛本発電所（出力2万9,700キロワット）が運転を開始している。
日本曹達は中越水電時代以来の需要家であるが、1936年10月東岩瀬町に新しいフェロアロイ工場の岩瀬工場を建設した。また日本曹達傘下の日曹人絹パルプ（現・興人）が富岩運河沿いの現・富山市興人町へ進出、1938年6月富山工場を設置した。この日曹人絹パルプ進出に際し、同社がレーヨンパルプ製造時に使用する水蒸気の供給を主目的に、日本海電気では同年9月30日出力1万キロワットの富山火力発電所を新設した。
上記富山火力発電所に続き、1939年（昭和14年）12月3日および翌1940年（昭和15年）1月9日に片貝川において片貝第三発電所（出力2,900キロワット）・片貝第四発電所（出力1万5,500キロワット）がそれぞれ運転を開始した。両発電所の完成で発電所は水力20か所・火力1か所の総出力7万2,340キロワットとなる。一方で受電は富山県営真川・愛本両発電所からの受電5万9,700キロワット、黒部川電力からの受電2万7,000キロワットなど8事業者から計9万9,359キロワット（融通電力を計算に含まず）があり、発受電は合計17万1,699キロワットであった。
1930年代後半は兼営の富山市内におけるガス事業にも動きがあり、富山電気ビル内のレストランや大和百貨店、県庁などの大口需要家が加わり、その上日中戦争勃発で軍需工場への供給も増えると見込まれたため1937年12月に工場に2号ガスホルダーが新設された。次いで1939年1月には不二越鋼材工業への供給のためガス炉が1基増設されている。なお1938年度の年間ガス販売量は107万5663立方メートルであった。

### 北陸合同電気への参加

#### 中小事業者の事前統合
1939年の日本発送電設立に帰結する1930年代後半の電力国家管理への流れの中、全国的に小規模事業者の統合が盛んになった。日本海電気でも1938年5月23日山崎水電、9月30日大岩電気、翌1939年2月野積川水力電気・上中島水力電気、10月能越電気、1940年3月28日音川物産の順に各社から事業を譲り受けている。
山崎水電株式会社
1920年2月設立。同年12月、下新川郡山崎村（現・朝日町）のみを供給区域として開業した。
大岩電気株式会社
1912年8月に中新川郡大岩村（現・上市町）で開業した大岩山電灯合資会社が前身。1913年7月資本金10万円の大岩電気株式会社へ改組し、1915年に大岩発電所、1919年に滝橋発電所を建設。供給区域を大岩村以外にも中新川郡・上新川郡の各一部にも広げた。1926年に高岡電灯の傘下に入る。しかし供給区域の地理的関係から高岡電灯ではなく日本海電気へと統合された。
野積川水力電気株式会社
1919年8月設立。1920年9月、野積川に猟師ヶ原発電所を建設し、婦負郡山間部の野積村・仁歩村（現・富山市）の2村を供給区域として開業した。電灯供給は小規模で、日本海電気など他の電力会社への売電が主たる事業であった。
上中島水力電気株式会社
1921年1月設立。下新川郡上中島村（現・魚津市）の小事業者で、同年7月に開業した。
能越電気株式会社
1922年に「安居電気工業株式会社」として設立され、1924年に能越電気へ改称。1923年11月、富山県氷見郡と石川県鹿島郡にまたがる地域を供給区域として開業した。
音川物産株式会社
1920年3月に設立された木綿・織物製造会社。1924年より婦負郡音川村（現・富山市）で電灯供給を始めた。
これらの小事業者とは別に、1938年1月、日本海電気は業界大手の大同電力から立山水力電気の株式を買収した。買収の結果、山田昌作が同社社長にも就任している。同社は早月川に3つの水力発電所を持ち、伏木港所在の工場や日本海電気・高岡電灯などに電力を供給していた。

#### 北陸合同電気から北陸配電へ
1939年4月1日に全国の事業者から主要電力設備の現物出資を受けて国策電力会社日本発送電が設立されたが、この段階では日本海電気を含む北陸地方を本拠とする電力会社で、日本発送電へと設備を出資した事業者は存在していない。また日本発送電は設立当初、主要水力発電所の発生電力を買い入れ、これを電気事業者に対し供給する、というのが主たる業務であったが、日本海電気とは送受電の関係は生じていない。
1940年（昭和15年）になると、日本発送電の体制強化と配電事業の統合・国家統制を目指す動きが生じる（第2次電力国家管理）。この動きに対して、日本海電気を率いる山田昌作は自主統合と事業合理化を急ぎ進める方針を打ち出し、高岡電灯社長の菅野伝右衛門に話を持ち込んだ。菅野は高岡電灯社内の意見不一致から統合に消極的であったが、山田や日本海電気から移ってきた支配人西泰蔵の熱心な説得により統合に前向きとなったという。高岡電灯が合同参加意思を示したことで名古屋逓信局も北陸3県の事業統合を慫慂するに至る。1940年末より合同に向けた準備が始まり、翌1941年（昭和16年）3月10日には合併契約調印へと進んだ。
合同に参加する電力会社は日本海電気・高岡電灯・金沢電気軌道・小松電気・大聖寺川水電・越前電気の6社に立山水力電気を含む各社の関係会社6社をあわせた合計12社。これは福井県の大部分に供給する京都電灯を含まないが、北陸3県の主たる民間事業者を網羅する。そして同年8月1日に12社合同が成立、新会社北陸合同電気株式会社が発足した。この新設合併に伴い日本海電気を含む旧会社12社は解散している。日本海電気では1939年12月の増資で資本金を5000万円としており、合併時の払込資本金額は3687万5000円であったが、これは統合12社中で最大である。新会社との株式交換比率は1対1になるように調整された。
北陸合同電気成立直後の1941年8月末、第2次電力国家管理の一環として国策配電会社による配電統合を盛り込む配電統制令が施行された。配電統制に際し、初めは全国を8ブロックに分割して地域別に配電事業を統合する案が優勢で、北陸3県は東海地方とあわせた中部ブロックに含まれる予定であった。ところが北陸合同電気でも社長を務める山田昌作は北陸3県の独立運動を強力に展開し、新会社発足直後に北陸3県を東海地方と別ブロックとすることを認めさせた。そして9月、北陸合同電気・京都電灯・日本電力と市営供給事業を営む金沢市に対して国策配電会社「北陸配電」の設立命令が出され、翌1942年（昭和17年）4月1日に富山・石川両県と福井県の若狭地方を除く地域を配電区域とする北陸配電が設立をみた。

### 年表
- 1897年（明治30年）
  - 11月23日 - 富山電灯株式会社創立総会。初代社長金岡又左衛門。
- 1898年（明治31年）
  - 2月25日 - 会社設立免許。
- 1899年（明治32年）
  - 4月2日 - 開業。大久保発電所運転開始。
- 1907年（明治40年）
  - 1月16日 - 富山電気株式会社へと社名変更。
- 1908年（明治41年）
  - 9月1日 - 奥田火力発電所運転開始（1913年廃止）。
- 1911年（明治44年）
  - 1月23日 - 庵谷第一発電所運転開始。
- 1913年（大正2年）
  - 9月1日 - 兼営都市ガス供給事業開業。
- 1918年（大正7年）
  - 4月19日 - 早月第一発電所運転開始。
- 1919年（大正8年）
  - 6月6日 - 庵谷第二発電所運転開始。
  - 12月27日 - 早月第二発電所運転開始。
- 1921年（大正10年）
  - 11月 - 日本電気工業より片貝第一発電所・片貝第二発電所（建設中）を買収。
- 1922年（大正11年）
  - 8月13日 - 片貝第二発電所運転開始。
- 1926年（大正15年）
  - 6月1日 - 氷見電気を合併。
  - 12月1日 - 能登電気を合併。
- 1928年（昭和3年）
  - 6月1日 - 中越水電を合併。
  - 12月 - 小松電気を関係会社化。
  - 12月26日 - 日本海電気株式会社へ社名変更。
- 1929年（昭和4年）
  - 4月19日 - 関係会社国産肥料（日本カーバイド工業の前身）を設立。
  - 4月26日 - 小口川第二発電所運転開始。
  - 9月 - 黒部川電力を関係会社化。
  - 9月1日 - 山田昌作が第2代社長に就任。
  - 11月12日 - 増資目的で第二日本海電気を設立。
- 1930年（昭和5年）
  - 2月1日 - 第二日本海電気を合併。
- 1931年（昭和6年）
  - 11月21日 - 小口川第三発電所運転開始。
- 1936年（昭和11年）
  - 4月12日[62] - 本社を富山市星井町から新築の富山電気ビルへ移転。
- 1938年（昭和13年）
  - 1月 - 立山水力電気を関係会社化。
  - 5月23日 - 山崎水電より事業を買収。
  - 9月30日 - 大岩電気より事業を買収。富山発電所運転開始。
- 1939年（昭和14年）
  - 2月 - 野積川水力電気・上中島水力電気より事業を買収。
  - 10月 - 能越電気より事業を買収。
  - 12月3日 - 片貝第三発電所運転開始。
- 1940年（昭和15年）
  - 1月9日 - 片貝第四発電所運転開始。
  - 3月28日 - 音川物産より事業を買収。
- 1941年（昭和16年）
  - 3月10日 - 日本海電気を含む北陸3県の12事業者で合併契約を締結。
  - 8月1日 - 北陸合同電気株式会社設立。日本海電気は解散。
  - 10月1日 - 旧日本海電気のガス事業ならびに関係会社株式を分離し日本海産業を設立。
- 1942年（昭和17年）
  - 4月1日 - 北陸合同電気・京都電灯・日本電力の3社と金沢市営電気供給事業の出資・統合により北陸配電設立。
  - 10月15日 - 日本海産業解散、ガス事業は日本海瓦斯（現・日本海ガス）が継承。

## 供給区域

### 1921年時点
1921年（大正10年）6月末時点における富山電気の電灯・電力供給区域は以下の通り。区域はすべて富山県内である。
| 市部 （1市）        | 富山市 |
| 婦負郡 （24町村）   | 四方町・倉垣村・草島村・百塚村・八幡村・寒江村・長岡村・西呉羽村・古沢村・東呉羽村・神明村・鵜坂村・速星村・朝日村・池多村・古里村・杉原村・富川村・千里村・保内村・八尾町・室牧村・黒瀬谷村・細入村（現・富山市）                                    |
| 上新川郡 （14町村） | 東岩瀬町・大広田村・浜黒崎村・針原村・島村・新庄町・広田村・豊田村・奥田村・山室村・堀川村・大久保町・大沢野村・下タ村（現・富山市） |
| 中新川郡 （20町村） | 西水橋町・東水橋町・東三郷村・西三郷村・下条村（現・富山市）、 宮川村・上市町・音杉村・南加積村・山加積村（現・上市町）、 滑川町・西加積村・北加積村・中加積村・東加積村・浜加積村・早月加積村（現・滑川市）、 五百石町・高野村・下段村（現・立山町） |
| 下新川郡 （18町村） | 魚津町・下中島村・下野方村・加積村・道下村・経田村（現・魚津市）、 三日市町・石田村（一部）・生地町・村椿村・大布施村・荻生村（現・黒部市）、 入善町、上原村・青木村・飯野村・椚山村・横山村（現・入善町）                                            |

### 1937年時点
1937年（昭和12年）12月末時点における日本海電気の電灯・電力供給区域は以下の通り。区域は県別（富山県・石川県）に整理している。1938年から1940年にかけて日本海電気に統合された山崎水電・大岩電気・上中島水力電気・野積川水力電気・能越電気・音川物産の6社の供給区域についてもあわせて記す。

#### 富山県
| 日本海電気 電灯・電力供給区域     | 日本海電気 電灯・電力供給区域 |
| --------------------------------- | --- |
| 市部 （1市）                      | 富山市 |
| 婦負郡 （23町村）                 | 四方町・倉垣村・草島村・百塚村・八幡村・寒江村・長岡村・西呉羽村・古沢村・神明村・鵜坂村・速星村・朝日村・池多村・古里村・杉原村・富川村・千里村・保内村・八尾町・室牧村・黒瀬谷村・細入村（一部）（現・富山市） |
| 上新川郡 （22町村）               | 上滝町を除く郡内全町村（現・富山市）、 ただし下タ村の一部も除く |
| 中新川郡 （19町村）               | 西水橋町・東水橋町・三郷村・下条村（現・富山市）、 宮川村・上市町・音杉村（一部）・南加積村（一部）・山加積村（現・上市町）、 滑川町・西加積村・北加積村・中加積村・東加積村・浜加積村・早月加積村（現・滑川市）、 五百石町（一部）・高野村（一部）・下段村（現・立山町） |
| 下新川郡 （34町村）               | 魚津町・下中島村・下野方村・加積村・道下村・経田村・天神村（一部）・西布施村（現・魚津市）、 三日市町・石田村・生地町・村椿村・大布施村・荻生村・若栗村・前沢村・田家村・東布施村・浦山村・下立村・内山村（一部）・愛本村（一部）（現・黒部市）、 入善町、上原村・青木村・飯野村・小摺戸村・新屋村・舟見町（一部）・椚山村・横山村（現・入善町）、 五箇庄村・大家庄村・野中村（現・朝日町） |
| 東礪波郡 （10町村）               | 栴檀山村・雄神村（現・砺波市）、 福野町・野尻村（一部）・南野尻村・広塚村・北山田村・山田村・北野村・井口村（現・南砺市） |
| 西礪波郡 （12町村）               | 東石黒村・吉江村（一部）・東太美村・西太美村（一部）・広瀬館村・広瀬村・石黒村・南蟹谷村（現・南砺市）、西野尻村（現・南砺市・小矢部市）、 藪波村・東蟹谷村・北蟹谷村（現・小矢部市） |
| 氷見郡 （15町村）                 | 氷見町・窪村・神代村・十二町村・布勢村・仏生寺村・加納村・上庄村・熊無村（一部）・稲積村・余川村・阿尾村・藪田村・宇波村（一部）・女良村（一部）（現・氷見市） |
| 野積川水力電気 電灯・電力供給区域 | |
| 婦負郡 （2村）                    | 仁歩村・野積村（現・富山市） |
| 音川物産 電灯・電力供給区域       | |
| 婦負郡 （1村）                    | 音川村（現・富山市） |
| 大岩電気 電灯・電力供給区域       | |
| 上新川郡 （1町）                  | 上滝町（現・富山市） |
| 中新川郡 （18町村）               | 上条村（現・富山市）、 舟橋村、 利田村・大森村・五百石町（一部）・高野村（一部）・寺田村・弓庄村・上段村・釜ヶ淵村・立山村（一部）・東谷村（現・立山町）、 相ノ木村・音杉村（一部）・柿沢村・大岩村（一部）・白萩村・南加積村（一部）（現・上市町） |
| 上中島水力電気 電灯・電力供給区域 | |
| 下新川郡 （5村）                  | 上中島村・松倉村・上野方村・片貝谷村（一部）・天神村（一部）（現・魚津市） |
| 山崎水電 電灯・電力供給区域       | |
| 下新川郡 （1村）                  | 山崎村（現・朝日町） |
| 能越電気 電灯・電力供給区域       | |
| 氷見郡 （4村）                    | 碁石村・八代村・宇波村（一部）・女良村（一部）（現・氷見市） |

#### 石川県
| 日本海電気 電灯・電力供給区域 | 日本海電気 電灯・電力供給区域 |
| ----------------------------- | --- |
| 河北郡 （2村）                | 倶利伽羅村（一部）・笠谷村（一部）（現・津幡町） |
| 羽咋郡 （22町村）             | 志雄町・樋川村・南志雄村・北志雄村・南邑知村（現・宝達志水町）、 羽咋町・千里浜村・富永村・邑知村・越路野村・一ノ宮村・上甘田村（現・羽咋市）、 高浜町・中甘田村・下甘田村・加茂村・東土田村・西土田村・堀松村・上熊野村・志加浦村・熊野村（現・志賀町） |
| 鹿島郡 （20町村）             | 余喜村・鹿島路村（現・羽咋市）、 金丸村・能登部町・御祖村・滝尾村・久江村・越路村・鳥屋村（現・中能登町）、 相馬村（現・中能登町・七尾市）、和倉町（一部）・金ヶ崎村・石崎村・西湊村・高階村・徳田村・矢田郷村・七尾町・東湊村・崎山村（現・七尾市）     |
| 鳳至郡 （11町村）             | 輪島町・大屋村・河原田村・鵠巣村・三井村・本郷村・浦上村・門前町・七浦村・諸岡村・黒島村（現・輪島市） |
| 能越電気 電灯・電力供給区域   | |
| 鹿島郡 （2村）                | 南大呑村・北大呑村（現・七尾市） |

## 発電所一覧
日本海電気が運転していた発電所は以下の通り。いずれも富山県内である。
| 発電所名   | 種別 | 出力 (kW)                    | 所在地・河川名                                                  | 運転開始       | 備考                                          |
| ---------- | ---- | ---------------------------- | --------------------------------------------------------------- | -------------- | --------------------------------------------- |
| 大久保     | 水力 | 120 →400                     | 上新川郡大久保町（現・富山市） （河川名：神通川大久保用水）     | 1899年3月      | 現・北電大久保発電所                          |
| 庵谷第一   | 水力 | 1,425 →2,137.5 →1,930 →2,600 | 婦負郡細入村（現・富山市） （河川名：神通川）                   | 1911年1月      | 1953年11月廃止                                |
| 庵谷第二   | 水力 | 7,110 →9,480 →9,500          | 婦負郡細入村（現・富山市） （河川名：神通川）                   | 1919年6月      | 1953年11月廃止                                |
| 熊野川第一 | 水力 | 1,400 →1,800                 | 上新川郡大山村（現・富山市） （河川名：神通川水系熊野川）       | （1920年1月）  | 前所有者：中越水電 1986年10月廃止             |
| 熊野川第二 | 水力 | 320                          | 上新川郡大山村（現・富山市） （河川名：神通川水系熊野川）       | （1921年11月） | 前所有者：中越水電 現・北電熊野川第二発電所   |
| 熊野川第三 | 水力 | 1,150                        | 上新川郡大山村（現・富山市） （河川名：神通川水系熊野川）       | （1926年11月） | 前所有者：中越水電                            |
| 猟師ヶ原   | 水力 | 550                          | 婦負郡野積村（現・富山市） （河川名：神通川水系野積川）         | （1920年8月）  | 前所有者：野積川水力電気 1973年5月廃止        |
| 下瀬       | 水力 | 7                            | 婦負郡音川村（現・富山市） （河川名：神通川水系山田川）         | （1924年）     | 前所有者：音川物産 1940年6月廃止              |
| 小口川第一 | 水力 | 2,600                        | 上新川郡大山村（現・富山市） （河川名：常願寺川水系小口川）     | （1924年8月）  | 前所有者：中越水電 現・北電小口川第一発電所   |
| 小口川第二 | 水力 | 3,100 →5,400                 | 上新川郡大山村（現・富山市） （河川名：常願寺川水系小口川）     | 1929年4月      | 現・北電小口川第二発電所                      |
| 小口川第三 | 水力 | 7,150 →14,000                | 上新川郡大山村（現・富山市） （河川名：常願寺川水系小口川）     | 1931年11月     | 現・北電小口川第三発電所                      |
| 大岩       | 水力 | 120                          | 中新川郡大岩村（現・上市町） （河川名：白岩川水系大岩川）       | （1915年1月）  | 前所有者：大岩電気 1939年11月廃止             |
| 滝橋       | 水力 | 270                          | 中新川郡白萩村（現・上市町） （河川名：上市川）                 | （1919年12月） | 前所有者：大岩電気 1964年3月廃止              |
| 早月第一   | 水力 | 1,024 →1,050                 | 中新川郡東加積村（現・滑川市） （河川名：早月川大崎野用水ほか） | 1918年4月      | 現・北電早月第一発電所                        |
| 早月第二   | 水力 | 1,400                        | 中新川郡東加積村（現・滑川市） （河川名：早月川大浦用水）       | 1919年12月     | 現・北電早月第二発電所                        |
| 片貝第一   | 水力 | 1,400 →2,550 →4,000          | 下新川郡片貝谷村（現・魚津市） （河川名：片貝川）               | （1912年1月）  | 前所有者：日本電気工業 現・北電片貝第一発電所 |
| 片貝第二   | 水力 | 3,700 →7,400                 | 下新川郡片貝谷村（現・魚津市） （河川名：片貝川）               | 1922年8月      | 現・北電片貝第二発電所                        |
| 片貝第三   | 水力 | 2,900                        | 下新川郡片貝谷村（現・魚津市） （河川名：片貝川）               | 1939年12月     | 現・北電片貝第三発電所                        |
| 片貝第四   | 水力 | 15,500                       | 下新川郡片貝谷村（現・魚津市） （河川名：片貝川）               | 1940年1月      | 現・北電片貝第四発電所                        |
| 布瀬川     | 水力 | 330 →500                     | 下新川郡東布施村（現・黒部市） （河川名：片貝川水系布施川）     | （1922年3月）  | 前所有者：中越水電 現・北電布施川発電所       |
| 下立       | 水力 | 57 →50                       | 下新川郡下立村（現・黒部市） （河川名：黒部川浦山用水）         | （1915年8月）  | 前所有者：中越水電 1937年廃止                 |
| 八代仙川   | 水力 | 30                           | 氷見郡宇波村（現・氷見市） （河川名：八代仙川）                 | （1923年11月） | 前所有者：能越電気 1940年10月廃止             |
| 奥田       | 汽力 | 110                          | 上新川郡奥田村（現・富山市）                                    | 1908年9月      | 1913年廃止                                    |
| 富山       | 汽力 | 10,000                       | 富山市中島馬道割                                                | 1938年9月      | 1959年7月廃止                                 |

これらの発電所のうち廃止された4か所を除き北陸合同電気に継承され、1942年4月以降は庵谷第一・同第二・小口川第一・同第二・同第三・富山の6発電所は日本発送電、残りは北陸配電に帰属した。1951年5月の電気事業再編成にていずれも北陸電力に継承されている。

## 関係会社
解散直前にあたる1941年の『株式年鑑』では、日本海電気の「傍系会社」として黒部川電力・小松電気・立山水力電気・富山電気ビルデイング・日東美唄炭礦の5社を挙げている。これら以外にも、日本海電気は富山電気鉄道（現・富山地方鉄道）や需要家の日本カーバイド工業・呉羽紡績・日満アルミニウム・日曹人絹パルプ・北海電化工業などの株式を保有していた。

### 富山電気ビルデイング

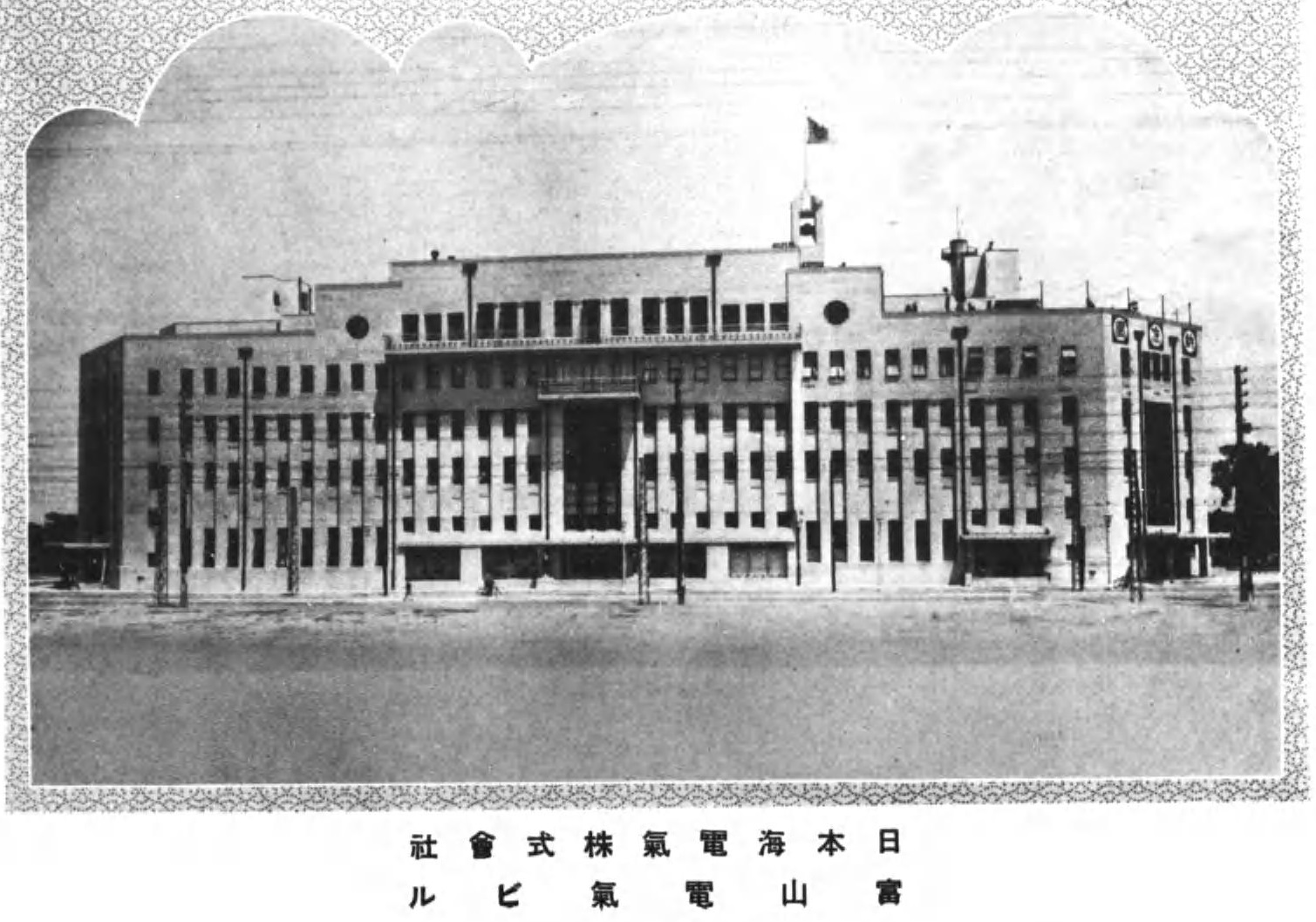
富山電気ビル（1938年）

1935年、富山市中心部において市街地を南北に分断していた神通川廃川地の埋め立て工事が完成した。工事を行った富山県では、造成地を売却するにあたり、新社屋建設を検討していた日本海電気へと打診する。それを受けて同社は埋立地のうち約3000坪の土地を購入し、新ビル運営・管理のための新会社「富山電気ビルデイング株式会社」を1936年（昭和11年）2月に設立した。設立時の資本金は100万円で、計2万株のうち1万3250株を日本海電気で持ち、ほかに黒部川電力・小松電気・高岡電灯や中央の大同電力・日本電力（日電証券）、富山県周辺に工場を持つ日本カーバイド工業・日満アルミニウム・電気化学工業・日清紡績・大日本人造肥料などが出資した。
富山電気ビルは1936年3月31日に竣工。地下1階・地上5階からなり、日本海電気・黒部川電力が入居したほか、4階にはホテル・レストランと富山社交倶楽部、5階には大ホールが開設された。

### 日東美唄炭礦
1937年、富山火力発電所で使用する石炭についてその調達方法を検討中であった日本海電気へ、北海道の美唄（美唄炭鉱）にある山一證券らが持つ鉱区を開発してはどうかという話が持ち込まれた。調査を経て日本海電気では開発の引き受けを決定、株式の過半を持って日東美唄炭礦株式会社を設立した。石炭採掘量は月産3000トンで、半分を火力発電所などで自家消費し、残りを一般に販売した。

### 所有株式の処分について
1941年8月の北陸合同電気設立に際し、北陸合同電気と日本海電気の株式交換比率を1対1に設定するとともに、日本海電気が持つ兼営ガス事業と関係会社株式を北陸合同電気に持ち込ませないという方針が立てられ、特別な措置が講じられた。
北陸合同電気設立にあたって、分離予定の資産はひとまず同社に継承され、その額に見合う交付金（払込金額の2割）が旧日本海電気の株主へ支払われた。受け取った株主は交付金をそのまま「日本海産業株式会社」設立のための株式払込み充当する。この新会社は1941年10月1日に発足し、払込金をもって北陸合同電気からガス事業とその関連資産ならびに旧日本海電気が持っていた関係会社株式、計737万5000円の資産を買い取った。日本海産業へ引き継がれた株式は、北陸合同電気株式（旧小松電気・立山水力電気株式）をはじめ富山電気ビルデイング・日東美唄炭礦・呉羽紡績・日本カーバイド工業・富山電気鉄道・日満アルミニウム・日曹人絹パルプ・北海電化工業各社の株式などであった。
日本海産業は発足後1年間で配当統制強化のため機能を失って、1942年（昭和17年）10月15日に解散した。ガス事業だけは改めて設立された日本海瓦斯（現・日本海ガス）に継承されている。